# Cycloleberis lobiancoi
Cycloleberis lobiancoi är en kräftdjursart som först beskrevs av Mueller 1894.  Cycloleberis lobiancoi ingår i släktet Cycloleberis och familjen Cylindroleberididae. Inga underarter finns listade i Catalogue of Life.